# Syphrea flavicollis
Syphrea flavicollis är en skalbaggsart som först beskrevs av Martin Jacoby 1884.  Syphrea flavicollis ingår i släktet Syphrea och familjen bladbaggar. Inga underarter finns listade i Catalogue of Life.